# Hamam

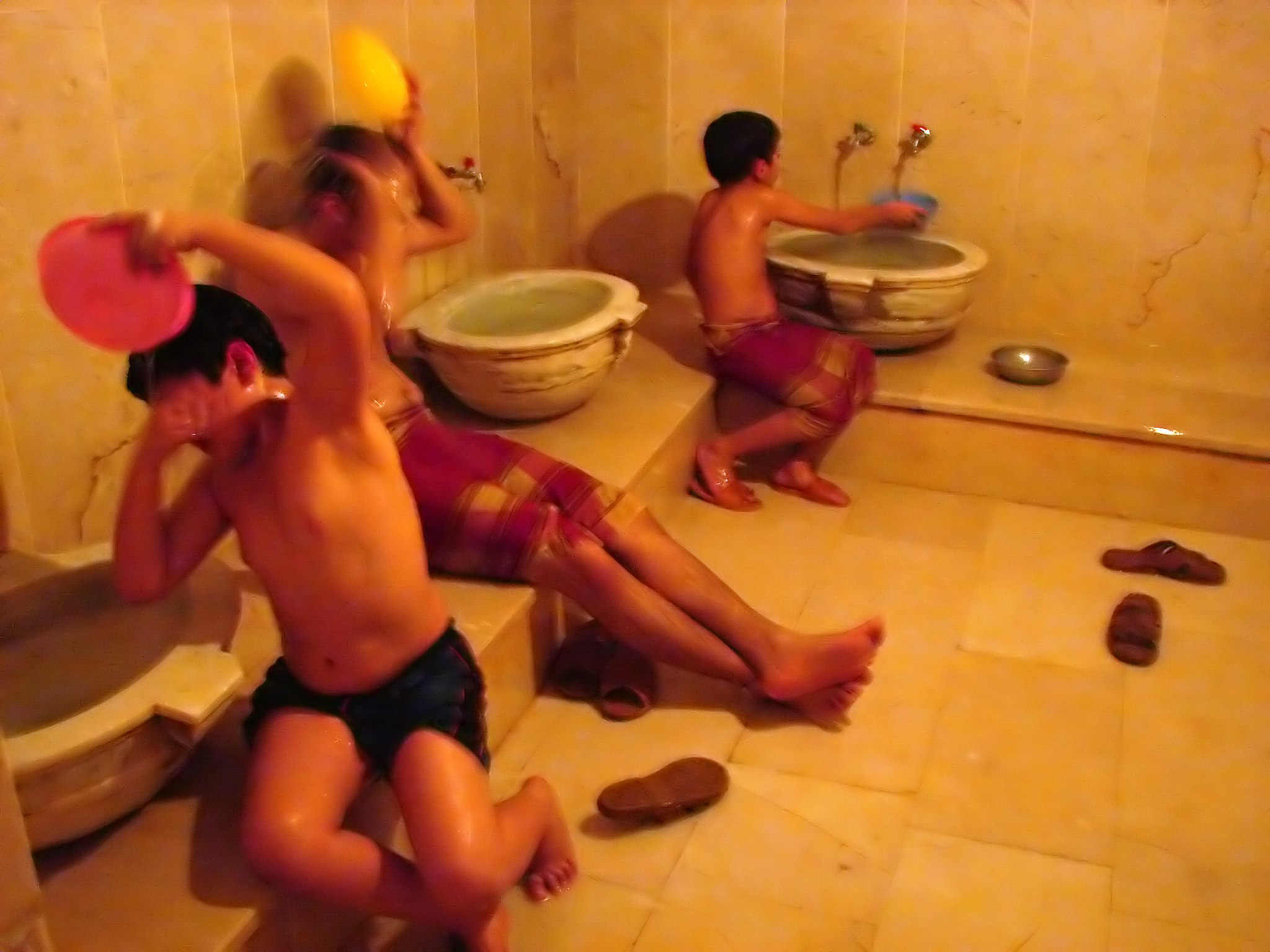
In een hamam

Een hamam, hammam (Turks: hamam, Arabisch: الحمام, ḥammām) is een plek waar mensen zich kunnen wassen en heeft daarmee ook een sterke sociale functie. Doorgaans is een hamam uitgerust met een stoombad. Hamams komen veel voor in het Hoogland van Iran, de Arabische wereld en Turkije. In Europa leerde men deze vorm van baden kennen via het Ottomaanse Rijk en de Marokkaanse dynastieën. De bekendste hamam in Europa is het Rudasbad in Boedapest.

## Openbare baden in islamitische samenhang
Een van de vijf zuilen van de islam is het gebed. Het is onder moslims de gewoonte om voor het bidden wassingen uit te voeren. De twee islamitische rituele wassingen zijn de ghoesl en de woedoe. De ghoesl is een volledige lichaamsreiniging en de woedoe is een wassing van het gezicht, handen en voeten met water. In extreme gevallen is het toegestaan jezelf te wassen met zuivere grond of zand. Veel hamams bevinden zich dicht bij moskeeën en andere gewijde plaatsen waar gebeden wordt. Hier komen mensen voor een grondige reiniging, voor het gebed begint.
De islamitische hamams, met name in Marokko hebben zich ontwikkeld vanuit de Romeinse badhuizen. De Romeinse badhuizen zijn aangepast aan de vereisten van de rituele reiniging volgens de islam. Zo hebben de meeste Romeinse badhuizen een koud zwembad, bedoeld voor volledige onderdompeling van het lichaam. Deze wijze van baden heeft minder de voorkeur binnen het islamitische geloof, waar men baden in stromend water meer gepast vindt dan gehele onderdompeling.

## Architectuur
De hamam heeft zich ontwikkeld vanuit de badhuizen en thermen uit het Romeinse Rijk en het Byzantijnse Rijk, in combinatie met de Centraal-Aziatische en Turkse traditie van het stoombaden en de rituele reiniging. Verder is ook bekend dat de Arabieren badhuizen in Grieks-Romeinse stijl bouwden, nadat ze deze aantroffen in Alexandrië, na de verovering van deze stad in 641. 
Net zoals in een Romeins badhuis bestaat een hamam uit drie kamers die met elkaar verbonden zijn: de hararet of sicaklik of hete ruimte, de sogukluk of warme ruimte en de camekan of koele ruimte.  De hararet of sicaklik is te vergelijken met het Romeinse caldarium, de sogukluk met het tepidarium en de camekan met het frigidarium. Verder is de koele ruimte ook de entreeruimte en zijn er kleedruimtes (apodyterium).
De belangrijkste verandering tussen het Romeinse badhuis en de hamam betreft de koele ruimte. In het Romeinse frigidarium bevond zich een koudwaterbassin, waar baders zich in onderdompelden voordat ze naar de warmere ruimtes gingen. Binnen de middeleeuwse islamitische cultuur nam hygiëne en reinheid een belangrijke plaats in, waarbij baden in stromend water meer de voorkeur had dan dompelbaden, vandaar dat het koudwaterzwembad achterwege werd gelaten. Ook de volgorde van bezoek aan de kamers werd veranderd, de koele kamer wordt in het algemeen bezocht nadat men eerst in de warmere ruimtes zich heeft laten baden en masseren. De Romeinen gebruikten de koele ruimte als voorbereiding op het baden en de Ottomanen gebruiken het om bij te komen na het baden, onder het genot van een hapje en een drankje. 
De hararet heeft meestal een grote koepel die versierd is met kleine glazen ruitjes, om gedeeltelijk daglicht door te laten. In het midden van deze ruimte bevindt zich een grote marmeren steen, de göbek tasi of buiksteen genaamd en in de hoeken nisjes met fonteinen (kurnas) of douches voor het wassen en afspoelen van het lichaam. De hete ruimte is bedoeld om uit te zweten in de stoom en voor het ondergaan van scrub- en schuimmassages. De warme kamer wordt gebruikt voor het wassen met water en zeep en de koele ruimte is er om te ontspannen, aan te kleden, het drinken van een verfrissend drankje of thee en indien beschikbaar, een dutje doen na de massage in een eigen hokje.
In de hamam komen zowel mannen als vrouwen om te baden. De meeste hamams hebben gescheiden ruimtes voor mannen en vrouwen, of hebben vaste tijdstippen waarop de mannen of de vrouwen kunnen baden. Naast badhuis is de hamam ook een sociale ontmoetingsplaats, vandaar werden er gedurende de tijd van het Ottomaanse Rijk talloze hamams gebouwd in bijna elke Ottomaanse stad. De hamam wordt bij veel gelegenheden gebruikt, vooral door vrouwen bij ceremonies rondom bruiloften, verjaardagen, geboortes en lichamelijke schoonheid. 
Diverse gebruiksvoorwerpen die in de hedendaagse hamams gebruikt worden, werden ook al door de Romeinen gebruikt, zoals de pestemal (een speciale doek van zijde of katoen), nalin, (houten schoentjes), kese (een ruwe handschoen), en soms juwelendoosjes, vergulde zeepdozen, spiegels, hennakommen en parfumflesjes.

## Badgang
De baders komen binnen in de camekan, waar ook kleedruimtes zijn. Na het omkleden slaat men een pestemal om het middel heen, een doek van zijde of katoen. Ook trekt men nalin aan, schoentjes gemaakt van hout en parelmoer. Dit om uitglijden op de gladde en natte vloer te voorkomen. Meestal is het mogelijk om eigen zwemkleding en slippers aan te trekken. 
Eerst gaat men naar de hararet, de hete ruimte gevuld met stoom. Het is de bedoeling dat de bader gaat liggen op de buiksteen, zodat de poriën zich kunnen openen om uit te zweten. Daarna komt iemand van het badpersoneel, de tellak genaamd, om het lichaam van de bader te overgieten met warm water. Daarna wordt het gehele lichaam ingewreven met sabon beldi, een zachte zeep, gemaakt van olijfolie. Na het inzepen wordt het lichaam gescrubt met een kese, een ruwe handschoen. Daarna wordt het lichaam eerst met warm en daarna met koud water afgespoeld. 
Vervolgens neemt de tellak een schuimzak, gevuld met schuim van (geparfumeerde) zeep, waarmee hij het gehele lichaam overvloedig mee bedekt. Hierna wordt het lichaam daarmee gemasseerd. Verder wordt het gehele lichaam met olie ingesmeerd en volgt een massage. Daarvoor wordt meestal (geparfumeerde) olijfolie of arganolie voor gebruikt, soms verwarmd. Ook het haar wordt gewassen. Na de behandeling gaat men naar de camekan, waar men zich afdroogt, een kopje thee kan drinken of iets eten. Vrouwen kunnen er ook hun haar en handpalmen laten verven met henna en zich inwrijven met geurige oliën, zoals amber, sandelhout, kamfer of muskus.

## Cyprus
In de hoofdstad Nicosia bevindt zich de Hamam Omerye. In de 14e eeuw werd op deze locatie een klooster gebouwd met een bijbehorende Augustijnse kerk, gewijd aan Maria. Het is een stenen gebouw met kleine koepels, daterend uit de tijd van de Franse en Venetiaanse bezetting. In 1570 werd het klooster verwoest door Ottomaanse beschietingen. In 1571 werd de kerk door de Ottomaans Turkse heerser Lala Kara Mustafa Pasja omgevormd tot een moskee, vanuit de overtuiging dat de kalief Omar op deze plaats rustte tijdens zijn bezoek aan Nicosia. In de 16e eeuw werd bij de moskee een hamam gebouwd.
Het grootste deel van het oorspronkelijke gebouw werd verwoest door de Ottomanen, hoewel de deur van de hoofdingang nog steeds afkomstig is van het 14e-eeuwse gebouw. Aan de noordoostelijke kant van het gebouw zijn resten van een latere fase te zien, in de stijl van de renaissance.
Een andere belangrijk historisch Turks badhuis in Nicosia is de Büyük Hamam, ook daterend uit de 14e eeuw.

## Egypte
Tussen 1517 en 1914 maakte Egypte een onderdeel uit van het Ottomaanse Rijk. Veel hamams in Caïro en andere grote steden zoals Alexandrië dateren uit deze periode. Ooit waren er 300 hamams in Caïro. In 2012 resteerden er zeven. Twee hamams, gelegen in de wijken El Hussien en Khan El-Khalili zijn gesloten.

### Geschiedenis
Ook voordat Egypte deel uitmaakte van het Ottomaanse Rijk, waren er al veel hamams is Caïro. Zo stelde de middeleeuwse Egyptische historicus Al-Maqrizi al een lijst op van badhuizen in Caïro. Veel van deze badhuizen bevonden zich in de nabijheid van adellijke huizen van emirs en rijken. Deze hamams werden zowel door de emir en zijn huishouding gebruikt als door het gewone volk, omdat badruimtes in woningen en paleizen niet gebruikelijk waren. Pas ten tijde dat Egypte onder heerschappij stond van het Ottomaanse Rijk, ontstonden er privé-hamams bij paleizen en adellijke huizen. Aan de hand van oude waqf-documenten is deze ontwikkeling zichtbaar.
Ondanks deze ontwikkeling bleven de openbare hamams bestaan voor het gewone volk. Ze kwamen er niet alleen om te wassen en te baden, maar het was ook een belangrijke sociale ontmoetingsplaats. Vooral voor vrouwen is de hamam een belangrijke locatie, daar dit de enige gelegenheid is dat ze met elkaar samenkomen zonder de aanwezigheid van hun partners. In de hamams worden door vrouwen mogelijke bruiden uitgezocht voor hun zoons en het bezoek van de bruid aan de hamam is een verplicht onderdeel van de huwelijksceremonie. Vrouwen bezochten de hamam niet alleen om te baden, maar ook om schaam- en okselhaar te epileren, daar dit volgens de islam verplicht is. Na het epileren wassen ze hun lichaam en parfumeren ze deze met geurige oliën, - zoals muskus, amber en aloë - om aangenaam te ruiken.

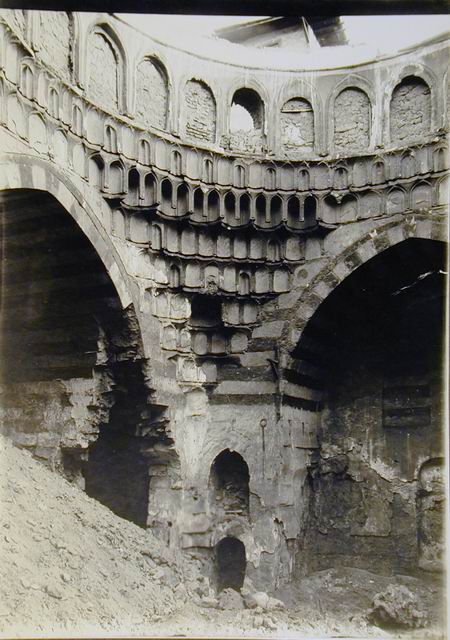
Zicht op de iwans van de Hammam al-Sultan al-Mu'ayyad

Een van de grootste en mooiste hamams in Caïro was de Hammam al-Sultan al-Mu'ayyad, gebouwd door de mammelukse sultan al-Mu'ayyad naast de Sultan al-Mu'ayyad-moskee. De hamam had een grote koepel, rustend op muqarnas, omringd door 4 ongelijke iwans. Vanuit de spitsboogvormige iwans is er uitzicht op het overkoepelde middengedeelte.

### Indeling Egyptische hamam
De ingang van de meeste Egyptische hamams bestaat uit een smalle deur en heeft verder geen voorgevel. Het eigenlijke gebouw bevindt zich achter een rij winkels. Achter de boogvormige ingang is een kleine kamer voor de portier. Daarna komt de bezoeker binnen in de eerste ruimte (meslakh). Dit is een grote gewelfde ruimte, overdekt met een koepel en bekleed met marmer. In het midden van deze ruimte bevindt zich een fontein met koud water (faskiyeh) en hier worden ook de badhanddoeken opgehangen. De ruimte is omringd door met marmeren zuilen geflankeerde nissen met bankjes en op de vloer liggen tapijten. Verder staan er verhoogde divans, waar de bezoeker kan plaatsnemen om zich uit te kleden. Kostbare spullen worden bewaard door de eigenaar van het badhuis. Daarna krijgt de bezoeker een doek om zijn middel en trekt hij kabkabs aan, houten schoentjes. 
De volgende ruimte waar de bezoeker komt is de bayt awwal. Deze ruimte is rechthoekig en gewelfd, in de gewelven zijn kleine ruitjes die licht doorlaten. Verder is deze ruimte ook warmer. Vervolgens gaat hij via een smalle deur naar de hete ruimte, de bayt al-harara. De hete ruimte bevindt zich in het midden van de hamam, is overdekt met een koepel en heeft een marmeren vloer. Rondom deze ruimte bevinden zich maghtas, nissen met daarin waterkraantjes en bassins om te baden. Deze bassins zijn ingebouwd in de vloer en gewoonlijk gevuld met warm water van 2 verschillende temperaturen. Beneden de maghtas bevindt zich de bayt al-nar. In die ruimte zijn grote waterreservoirs die verwarmd worden door vuren, die gestookt worden met het vuilnis uit de buurt van de hamam. Het is de bedoeling dat de bezoeker bij de maghtas gaat liggen op een linnen doek om uit te zweten. Als de huid voldoende bezweet is, komt de tellak die het lichaam stevig gaat masseren. Daarna wordt het lichaam gewassen met shampoo (abu sabun) en vervolgens gescrubd met een kis, een ruw stuk vilt. Na de scrub wordt de bezoeker grondig ingezeept en daarna overgoten met warm en koud water. 
Na het verlaten van de hete ruimte krijgt de bezoeker 3 handdoeken, een om zijn middel, een over zijn schouders en een voor zijn hoofd. Na het uittrekken van de kabkab worden de voeten verfrist met koud water. Na het baden kunnen de bezoekers uitrusten op de divans, onder het genot van koffie of de waterpijp.

## Marokko
Openbare baden nemen in Marokko een belangrijke plaats in de sociaal-culturele geschiedenis van zowel stedelijke als landelijke Marokkaanse gebieden. Deze openbare ruimtes voor reiniging maakten een snelle groei toen de islamitische cultuur zich assimileerde met de badcultuur zoals algemeen gebruikelijk was tijdens de Romeinse en Byzantijnse periode. De opbouw van de islamitische badhuizen in de Arabische wereld verschillen van de traditionele Romeinse badhuizen. Daar Marokko (in tegenstelling tot Egypte of Syrië) nooit onder Ottomaanse heerschappij was, hebben de baden geen Turkse kenmerken, hoewel ze in gidsen als zodanig beschouwd kunnen worden. Deze verkeerde beschouwing kan deels te wijten zijn aan het Arabische gebruik van het woord hamam, wat zich vertaalt naar "badkamer" of "openbaar badhuis". Dat woord kan worden gebruikt om te verwijzen naar alle baden, zowel de Turkse als Romeinse baden.
Hamams in Marokko bevinden zich vaak dicht bij moskeeën. Dit om het verrichten van de rituele wassing te bevorderen. Vanwege hun intieme karakter (openlijke naaktheid en geslachtsscheiding) zijn de ingangen meestal onopvallend en heeft het gebouw een typische gevel zonder ramen. Een overblijfsel van de Romeinse baden kan gezien worden in de opbouw met drie ruimtes, zoals die in de Romeinse en Byzantijnse periode wijdverbreid was.

### Indeling Marokkaanse hamam
Een Marokkaanse hamam bestaat uit de volgende ruimtes, de mashlah of goulsa, vergelijkbaar met het apodyterium, de al-Barrani, vergelijkbaar met het frigidarium, de al-Wastani, vergelijkbaar met het tepidarium en de al-Dakhli, vergelijkbaar met het caldarium. De eerste ruimte is de kleedruimte, die via een boogvormige ingang toegankelijk is vanaf de straat. Deze ruimte is vaak overdekt met een hoge koepel en is verder de grootste en meest versierde ruimte van de hamam. Tegen de muur die de entreeruimte scheidt van de badruimtes bevindt zich een fontein, versierd met gesneden stucwerk en bewerkt cederhout. De muren zijn half betegeld met licht gekleurde keramische tegels, bekend als zellidj. De kleedhokjes bevinden zich iets hoger dan het middengedeelte van deze ruimte. In ieder kleedhokje is een zitje en een kastje, die tegen de muur staan. De receptie bevindt zich in dezelfde ruimte, naast de ingang.
Via een gang komt de bezoeker in de al-Barrani, de koele ruimte. Deze kleine ruimte wordt gebruikt om uit te rusten na het verblijf in de warme en hete ruimte. In deze ruimte is een bassin met koud water. De volgende ruimte is de al-Wastani, de warme ruimte. Dit is meestal de hoofdruimte van de hamam en is overdekt met een koepel of gewelf, met daarin kleine ruitjes. De laatste ruimte is de al-Dakhli, de hete ruimte. Deze grenst aan de stookruimte van de hamam, de furnatchi. In deze ruimte bevindt zich een groot bassin met heet water. Het hete water is afkomstig van de ketels uit de stookruimte en veroorzaakt stoom in deze ruimte.
In deze ruimte komt de bezoeker om uit te zweten. Tijdens het uitzweten wordt de bader van tijd tot tijd overgoten met koud en warm water. Daarna volgt een gommage een stevige scrub met een harde flanellen handschoen, een lichaams- en haarmasker met ghassoul, een mengsel van fijne klei met kruiden en lavendel, een wasbeurt met sabon beldi en een massage.
Het is de bedoeling dat de baders of de tellak emmers vullen met koud water uit het bassin van de koele ruimte en heet water uit het bassin van de hete ruimte. In de warme ruimte wordt het koude en hete water vermengd om de gewenste temperatuur te verkrijgen. Het water wordt met een tassa, een kleine messing schaal uit de emmers geschept. Vroeger werd er een kebb, een houten emmer met een inhoud van 20 liter, gebruikt om het water te putten uit het hete bassin. Daarbij was vastgesteld dat de hoeveelheid water die een klant mocht gebruiken tussen de 4 tot 6 houten emmers lag. Als er meer water gebruikt werd moest de klant extra betalen. Tegenwoordig worden er plastic emmers gebruikt.

## Hamams in Nederland
Ook in Nederland zijn enkele hamams te vinden. Sommige zijn onderdeel van het moderne saunabedrijf en de gast wordt er verzorgd door een saunameester.